# Færøske lagtingsmedlemmer 2011-2015
Liste over færøske lagtingsmedlemmer 2011–2015. Siden 2011 har Lagtinget på Færøerne haft 33 valgte medlemmer. Alle er valgt ved personstemmer på partilister i én valgkreds.

## Faste medlemmer
Her regnes med alle valgte medlemmer samt faste suppleanter for medlemmer af Færøernes regering.
| Navn                        | Parti                | Region         | Kommentarer |
| --------------------------- | -------------------- | -------------- | --- |
| Aksel V. Johannesen         | Javnaðarflokkurin    | Suðurstreymoy  | |
| Alfred Olsen                | Sambandsflokkurin    | Eysturoy       | |
| Annika Olsen                | Fólkaflokkurin       | Suðurstreymoy  | Minister fra 2011. Rodmundur Nielsen møder.                                                                                        |
| Bárður á Steig Nielsen      | Sambandsflokkurin    | Norðurstreymoy | |
| Bill Justinussen            | Miðflokkurin         | Eysturoy       | |
| Bjarni Djurholm             | Fólkaflokkurin       | Suðurstreymoy  | |
| Bjørn Kalsø                 | Sambandsflokkurin    | Norðoyar       | Minister fra 2011. Reimund Langgaard møder.                                                                                        |
| Bjørt Samuelsen             | Tjóðveldi            | Suðurstreymoy  | |
| Edva Jacobsen               | Sambandsflokkurin    | Eysturoy       | |
| Elsebeth M. Gunnleygsdóttur | Fólkaflokkurin       | Norðoyar       | |
| Eyðgunn Samuelsen           | Javnaðarflokkurin    | Norðoyar       | |
| Gerhard Lognberg            | Javnaðarflokkurin    | Sandoy         | Repræsenterede Javnaðarflokkurin 2011–2013, uafhængig fra 2. nov. 2013 til 10. feb. 2014, da han blev medlem af Sambandsflokkurin. |
| Gunvør Balle                | Tjóðveldi            | Suðurstreymoy  | |
| Hanus Samró                 | Fólkaflokkurin       | Suðurstreymoy  | |
| Helgi Abrahamsen            | Sambandsflokkurin    | Eysturoy       | |
| Henrik Old                  | Javnaðarflokkurin    | Suðuroy        | |
| Høgni Hoydal                | Tjóðveldi            | Suðurstreymoy  | |
| Jacob Vestergaard           | Fólkaflokkurin       | Suðuroy        | Minister siden 15. feb. 2012. |
| Jákup Mikkelsen             | Fólkaflokkurin       | Norðoyar       | Minister 2011-2012. Joen Magnus Rasmussen møder.                                                                                   |
| Janus Rein                  | Fólkaflokkurin       | Suðurstreymoy  | Repræsenterede Framsókn 2011–2012, løsgænger fra 2012-2013. Medlem af Fólkaflokkurin fra 12. sep. 2013.                            |
| Jenis av Rana               | Miðflokkurin         | Suðurstreymoy  | |
| Jógvan á Lakjuni            | Fólkaflokkurin       | Eysturoy       | Lagtingsformand |
| Johan Dahl                  | Sambandsflokkurin    | Suðuroy        | Minister fra 2011. Jóna Mortensen møder.                                                                                           |
| Jørgen Niclasen             | Fólkaflokkurin       | Vágar          | Minister fra 2011. Brandur Sandoy møder.                                                                                           |
| Kaj Leo Johannesen          | Sambandsflokkurin    | Suðurstreymoy  | Lagmand fra 2011. Eivin Jacobsen møder.                                                                                            |
| Kári P. Højgaard            | Sjálvstýrisflokkurin | Eysturoy       | Minister fra 2011. Jógvan Skorheim møder.                                                                                          |
| Kristin Michelsen           | Javnaðarflokkurin    | Suðuroy        | |
| Kristina Háfoss             | Tjóðveldi            | Suðurstreymoy  | |
| Páll á Reynatúgvu           | Tjóðveldi            | Sandoy         | |
| Poul Michelsen              | Framsókn             | Suðurstreymoy  | |
| Rigmor Dam                  | Javnaðarflokkurin    | Suðurstreymoy  | |
| Rósa Samuelsen              | Sambandsflokkurin    | Vágar          | |
| Sirið Stenberg              | Tjóðveldi            | Suðuroy        | |

## Eksterne links
- Lagtingsmedlemmer Arkiveret 24. februar 2013 hos  Wayback Machine
- Valgresultat 2011 Arkiveret 17. december 2014 hos  Wayback Machine

| Portal | Portal:Færøerne |